# Discidae
Famille
Synonymes
- Anguispiridae MacMillan, 1955
- Gonyodiscinae A. J. Wagner, 1928
- Patulinae Tryon, 1866

Les Discidae sont une famille d'escargots, des mollusques gastéropodes terrestres, du sous-ordre des Helicina.

## Liste des genres
Selon World Register of Marine Species (13 octobre 2019):
- Anguispira Morse, 1864
- Calogoniodiscus Pfeffer, 1930 †
- Canaridiscus Alonso & Ibáñez, 2011
- Discus Fitzinger, 1833
- Manganellia Harzhauser, Neubauer & Georgopoulou in Harzhauser et al., 2014 †
- Protodiscus Solem & Yochelson, 1979 †